# Университет Моргана
Государственный университет Моргана (англ. Morgan State University, сокр. Morgan State или MSU) — американский государственный исторически чёрный университет в Балтиморе, штат Мэриленд.
Самый большой из исторически чёрных университетов в Мэриленде. Является частью Университетской системы Мэриленда и членом Фонда колледжа Тергуда Маршалла.

## История
Учебное учреждение было основано в 1867 году как Столетний библейский институт (Centenary Biblical Institute), для обучения выпускников методистской епископальной семинарии. Ещё при жизни Томас Келсо, соучредитель и председатель совета директоров института, завещал ему Бесплатную школу для мужчин (Male Free School) и Институт цветных (Colored Institute).
Вскоре институт расширил свою миссию и был переименован в 1890 году в Колледж Моргана (Morgan College) в честь преподобного Литтлтона Моргана — первого председателя его попечительского совета, который пожертвовал колледжу свою землю. В 1895 году Колледж Моргана присудило свою первую степень бакалавра Джорджу Макмечену, в честь которого сегодня названо здание школы бизнеса и управления. Позже Макмечен получил юридическое образование в Йельском университете и, сделав успешную карьеру, стал одним из главных финансовых спонсоров родного учебного заведения.
В 1915 году Эндрю Карнеги выделил колледжу грант в размере 50 000 долларов на строительство центрального учебного корпуса. Условия гранта включали покупку нового участка для колледжа, оплату всех непогашенных обязательств и строительство здания, которое будет носить его имя. Колледж выполнил все условия и переехал на свое нынешнее место на северо-востоке Балтимора в 1917 году. Карнеги-холл — старейшее здание на территории нынешнего кампуса, был возведен годом позже.
Колледж Моргана оставался частным учебным заведением до 1939 года, когда штат Мэриленд выкупил его и назвал Государственным колледжем Моргана (Morgan State College). В 1975 году колледж добавил в свою программу несколько докторских программ, и его совет директоров обратился в Законодательное собрание Мэриленда с ходатайством о предоставлении учебному учреждению университетского статуса, что и было сделано. Учебное заведение стало именоваться Государственный университет Моргана.
В 2020 году американская писательница и филантроп Маккензи Скотт пожертвовала университету 40 миллионов долларов, которое стало крупнейшим в истории университета и одним из крупнейших когда-либо сделанных для исторически чёрных университетов. В 2021 году Кэлвин Тайлер-младший (Calvin E. Tyler Jr. ) пожертвовал 20 миллионов долларов на выделение стипендий нуждающимся в финансовом отношении студентам университета. Это пожертвование также считается самым крупным пожертвованием бывшего студента, сделанным исторически чёрному учебному учреждению.

## Деятельность
Государственный университет Моргана присуждает степени бакалавра, магистра и доктора наук. По состоянию на осень 2019 года в нём обучалось: 6 491 студент и 1 302 аспиранта, в их числе из других стран, таких как Саудовская Аравия, Кувейт и Нигерия. С 2006 по 2019 год количество афроамериканских студентов оставалось постоянным, но увеличивалось количество других расовых групп, включая латиноамериканских и белых студентов.
В университете действуют двенадцать академических подразделений:
| - College of Liberal Arts - School of Business and Management - School of Education and Urban Studies - School of Engineering - School of Computer, Mathematical, and Natural Sciences - School of Graduate Studies | - School of Architecture and Planning - School of Community Health and Policy - Patuxent Environmental & Aquatic Research Laboratory - School of Social Work - School of Global Journalism and Communication - Dr. Clara Adams Honors College |

Президенты университета с 1975 года:
- 1975—1984 − Эндрю Биллингсли[англ.]
- 1984—2010 − Эрл Ричардсон[англ.]
- с 2010 − Дэвид Уилсон[англ.][6]